# 保險中介人資格考試
保險中介人資格考試 (IIQE) 是由職業訓練局 (香港)(VTC)的高峰進修學院(PEAK)舉辦的一系列考試。這些考試是根據《保險中介人素質保證計劃》(IIQAS)所創立的，並由保險業監理處(OCI)委任。這些考試是確保保險業從業員素質的一個重要測試，也是保險業專業人士獲得發牌或註冊的其中一個重要條件。考試合格本身不是牌照，只是申請牌照需要滿足的其中一個條件而已。考試合格並不代表合格者具備進行收規管活動的能力。

## 考試結構
|                                                          | 題目數量 | 考試時間 | 合格題目數 |
| -------------------------------------------------------- | -------- | -------- | ---------- |
| 保險中介人資格考試卷一 (IIQE Paper 1) 保險原理及實務     | 75題     | 120分鐘  | 53題       |
| 保險中介人資格考試卷二 (IIQE Paper 2) 一般保險           | 50題     | 75分鐘   | 35題       |
| 保險中介人資格考試卷三 (IIQE Paper 3) 長期保險           | 50題     | 75分鐘   | 35題       |
| 保險中介人資格考試卷五 (IIQE Paper 5) 投資相連長期保險   | 80題     | 120分鐘  | 56題       |
| 保險中介人資格考試卷六 (IIQE Paper 6) 旅遊保險代理人考試 | 80題     | 120分鐘  | 56題       |

### 保險中介人資格考試卷一 (IIQE Paper 1) 保險原理及實務
保險中介人資格考試卷一 (IIQE Paper 1) 保險原理及實務是每個在香港的保險從業員必須應考的考試。這個考試限時120分鐘，包含了75條考試題目。如果考生要在這個考試中取得合格，必須答對70%的題目，亦即75題目中的53題。這個考試可以分為7個章節。

### 保險中介人資格考試卷二 (IIQE Paper 2) 一般保險
保險中介人資格考試卷二 (IIQE Paper 2) 一般保險是每個在香港從事一般保險業務的保險從業員必須應考的考試。這個考試限時75分鐘，包含了50條考試題目。如果考生要在這個考試中取得合格，必須答對70%的題目，亦即50題目中的35題。這個考試可以分為4個章節。

### 保險中介人資格考試卷三 (IIQE Paper 3) 長期保險
保險中介人資格考試卷三 (IIQE Paper 3) 長期保險是每個在香港從事長期保險業務的保險從業員必須應考的考試。這個考試限時75分鐘，包含了50條考試題目。如果考生要在這個考試中取得合格，必須答對70%的題目，亦即50題目中的35題。這個考試可以分為5個章節。

### 保險中介人資格考試卷五 (IIQE Paper 5) 投資相連長期保險
保險中介人資格考試卷五 (IIQE Paper 5) 投資相連長期保險是每個在香港從事投資相連長期保險業務的保險從業員必須應考的考試。這個考試限時120分鐘，包含了80條考試題目。如果考生要在這個考試中取得合格，必須答對70%的題目，亦.即80題目中的56題。這個考試可以分為5個章節。

## 爭議
職業訓練局 (香港)(VTC)的高峰進修學院(PEAK)舉辦保險中介人資格考試(IIQE)中面對很多爭議，主要因為這些考試並沒有由第三方獨立審核過考試題目。除此以外，這個考試並沒有官方的上訴機制以及任何制衡機制，導致這個考試的合理性成疑。這個考試的不同語言版本也出現嚴重差異，因此飽受批評。